# Championnat canadien de soccer 2011
Navigation
Édition précédente Édition suivante
Le Championnat canadien 2011, aussi appelé Championnat canadien Nutrilite 2011 , est la quatrième édition du Championnat canadien, un tournoi canadien de soccer organisé par l'Association canadienne de soccer. Le tournoi vise à déterminer le club qui participe au championnat continental des clubs de la CONCACAF, la Ligue des champions de la CONCACAF. La compétition se tient du 27 avril au 2 juillet 2011 dans les villes de Montréal, Toronto, Edmonton et Vancouver. Comme lors des années précédentes, l'Impact de Montréal, le Toronto FC, les Whitecaps de Vancouver participent à ce championnat. Le FC Edmonton pour sa part, fait son apparition dans cette compétition pour sa première année d’existence.
Le tournoi est commandité par Nutrilite, fabricant de vitamines, minéraux et suppléments alimentaires. La Coupe des Voyageurs est remise au gagnant à l'issue du tournoi.

## Compétition

### Règlement
Contrairement aux années précédentes, où le championnat se déroulait sous forme de poule avec match aller-retour, le championnat se déroule cette année sous forme de tournoi avec demi-finales et finale en match aller-retour avec match retour chez la meilleure tête de série. L'ordre des matchs est déterminé par le classement de l'année précédente. Ainsi, le tenant du titre Toronto est classé numéro 1, le vice-champion Vancouver est numéro 2, Montréal est numéro 3 et enfin Edmonton est classé numéro 4.

### Tableau
|  | Demi-finales               | Demi-finales               | Demi-finales           | Demi-finales           |            |            | Finale                           | Finale                           | Finale                           | Finale                           |
|  |                            |                            |                        |                        |            |            |                                  |                                  |                                  |                                  |
|  | 27 avril et 4 mai 2011     | 27 avril et 4 mai 2011     | 27 avril et 4 mai 2011 | 27 avril et 4 mai 2011 |            |            | 18 et 25 mai puis 2 juillet 2011 | 18 et 25 mai puis 2 juillet 2011 | 18 et 25 mai puis 2 juillet 2011 | 18 et 25 mai puis 2 juillet 2011 |
|  | (1) Toronto FC             | (1) Toronto FC             | 3                      | 1                      |            |            | 18 et 25 mai puis 2 juillet 2011 | 18 et 25 mai puis 2 juillet 2011 | 18 et 25 mai puis 2 juillet 2011 | 18 et 25 mai puis 2 juillet 2011 |
|  | (1) Toronto FC             | (1) Toronto FC             | 3                      | 1                      |            |            | 18 et 25 mai puis 2 juillet 2011 | 18 et 25 mai puis 2 juillet 2011 | 18 et 25 mai puis 2 juillet 2011 | 18 et 25 mai puis 2 juillet 2011 |
|  | (4) FC Edmonton            | (4) FC Edmonton            | 0                      | 0                      |            |            | 18 et 25 mai puis 2 juillet 2011 | 18 et 25 mai puis 2 juillet 2011 | 18 et 25 mai puis 2 juillet 2011 | 18 et 25 mai puis 2 juillet 2011 |
|  | (4) FC Edmonton            | (4) FC Edmonton            | 0                      | 0                      | Toronto FC | Toronto FC | 1                                | 2                                |                                  |                                  |
|  | 27 avril et 4 mai 2011     |                            |                        |                        | Toronto FC | Toronto FC | 1                                | 2                                |                                  |                                  |
|  |                            |                            | Vancouver Whitecaps FC | Vancouver Whitecaps FC | 1          | 1          |                                  |                                  |                                  |                                  |
|  | (2) Vancouver Whitecaps FC | (2) Vancouver Whitecaps FC | Vancouver Whitecaps FC | Vancouver Whitecaps FC | 1          | 1          | 1                                | 1 ap                             |                                  |                                  |
|  | (2) Vancouver Whitecaps FC | (2) Vancouver Whitecaps FC |                        |                        |            |            |                                  | 1 ap                             |                                  |                                  |
|  | (3) Impact de Montréal     | (3) Impact de Montréal     | 0                      | 1                      |            |            |                                  |                                  |                                  |                                  |
|  | (3) Impact de Montréal     | (3) Impact de Montréal     | 0                      | 1                      |            |            |                                  |                                  |                                  |                                  |

### Détail des matchs

#### Toronto - Edmonton
| 27 avril 2011 | FC Edmonton             | 0 – 3 | Toronto FC                           | Stade du Commonwealth, Edmonton, Alberta  |                                           |
| 18:00 MDT     | Saiko 23e · Sidra 90+1e |       | 35e Santos · 47e Gordon · 61e Santos | Spectateurs : 5 781 Arbitrage : Paul Ward | Spectateurs : 5 781 Arbitrage : Paul Ward |
| 18:00 MDT     | Rapport                 |       |                                      | Spectateurs : 5 781 Arbitrage : Paul Ward | Spectateurs : 5 781 Arbitrage : Paul Ward |

| 4 mai 2011 | Toronto FC                    | 1 – 0 | FC Edmonton | BMO Field, Toronto, Ontario                       |                                                   |
| 20:00 EDT  | Gordon 21e · Yourassowsky 60e |       |             | Spectateurs : 17 937 Arbitrage : Mauricio Navarro | Spectateurs : 17 937 Arbitrage : Mauricio Navarro |
| 20:00 EDT  | Rapport                       |       |             | Spectateurs : 17 937 Arbitrage : Mauricio Navarro | Spectateurs : 17 937 Arbitrage : Mauricio Navarro |

#### Vancouver - Montréal
| 27 avril 2011 | Impact de Montréal | 0 – 1 | Vancouver Whitecaps FC | Stade Saputo, Montréal, Québec                     |                                                    |
| 20:00 EDT     | Hatchi 62e         |       | 67e Dunfield           | Spectateurs : 8 412 Arbitrage : Carol Anne Chenard | Spectateurs : 8 412 Arbitrage : Carol Anne Chenard |
| 20:00 EDT     | Rapport            |       |                        | Spectateurs : 8 412 Arbitrage : Carol Anne Chenard | Spectateurs : 8 412 Arbitrage : Carol Anne Chenard |

| 4 mai 2011 | Vancouver Whitecaps FC | 1 – 1 a. p. | Impact de Montréal                                                        | Empire Field, Vancouver, Colombie-Britannique |                                              |
| 20:00 PDT  | Akloul 113e            |             | 26e Hatchi · 30e Lowery · 59e Tsiskaridze · 83e (pen.) Gerba · 100e Gerba | Spectateurs : 16 611 Arbitrage : Dave Gantar  | Spectateurs : 16 611 Arbitrage : Dave Gantar |
| 20:00 PDT  | Rapport                |             |                                                                           | Spectateurs : 16 611 Arbitrage : Dave Gantar  | Spectateurs : 16 611 Arbitrage : Dave Gantar |

#### Finale
| 18 mai 2011 | Vancouver Whitecaps FC                 | 1 – 1 | Toronto FC                | Empire Field, Vancouver, Colombie-Britannique    |                                                  |
| 20:00 PDT   | Hassli 64e · Koffie 68e · Dunfield 77e |       | 52e Williams · 73e Santos | Spectateurs : 15 474 Arbitrage : Silviu Petrescu | Spectateurs : 15 474 Arbitrage : Silviu Petrescu |
| 20:00 PDT   | Rapport                                |       |                           | Spectateurs : 15 474 Arbitrage : Silviu Petrescu | Spectateurs : 15 474 Arbitrage : Silviu Petrescu |

| 25 mai 2011 | Toronto FC | arrêté | Vancouver Whitecaps FC | BMO Field, Toronto, Ontario |  |
| 20:00 EDT   |            |        | Hassli 17e             |                             |  |

Match arrêté à la 60e minute pour cause d'orage et de pluie. Le match est tout d'abord à rejouer dès le lendemain mais les conditions météorologiques ne s'améliorent pas. Le match sera intégralement rejoué le 2 juillet 2010.
| 2 juillet 2011 | Toronto FC                                        | 2 - 1 | Vancouver Whitecaps FC                | BMO Field, Toronto, Ontario                  |                                              |
| 12:30 EDT      | Plata 51e (pen.) · Martina 56e · Yourassowsky 61e |       | 21e Camilo · 50e Hassli · 72e Teibert | Spectateurs : 18 212 Arbitrage : Dave Gantar | Spectateurs : 18 212 Arbitrage : Dave Gantar |
| 12:30 EDT      | Rapport                                           |       |                                       | Spectateurs : 18 212 Arbitrage : Dave Gantar | Spectateurs : 18 212 Arbitrage : Dave Gantar |

## Classement des buteurs
| Rang | Nom                 | Club                   | Buts |
| ---- | ------------------- | ---------------------- | ---- |
| 1    | Maicon Santos       | Toronto FC             | 3    |
| 2    | Alan Gordon         | Toronto FC             | 2    |
| 3    | Mouloud Akloul      | Vancouver Whitecaps FC | 1    |
| 3    | Camilo Sanvezzo     | Vancouver Whitecaps FC | 1    |
| 3    | Terry Dunfield      | Vancouver Whitecaps FC | 1    |
| 3    | Ali Gerba           | Impact de Montréal     | 1    |
| 3    | Eric Hassli         | Vancouver Whitecaps FC | 1    |
| 3    | Joao Plata          | Toronto FC             | 1    |
| 3    | Mikael Yourassowsky | Toronto FC             | 1    |

## Crédit d'auteurs
- (en) Cet article est partiellement ou en totalité issu de l’article de Wikipédia en anglais intitulé « 2011 Canadian Championship » (voir la liste des auteurs).